# Arturo Martínez (judoka)
Arturo Esteban Martínez Rivera (Ciudad de México, 11 de octubre de 1982) es un deportista mexicano que compitió en judo. Ganó una medalla de bronce en el Campeonato Panamericano de Judo de 2003, en la categoría de –100 kg.

## Palmarés internacional
| Campeonato Panamericano | Campeonato Panamericano | Campeonato Panamericano | Campeonato Panamericano |
| Año                     | Lugar                   | Medalla                 | Categoría               |
| ----------------------- | ----------------------- | ----------------------- | ----------------------- |
| 2003                    | Salvador (Brasil)       | Medalla de bronce       | –100 kg                 |